# Moritzburger Straße (Dresden)
Die Moritzburger Straße befindet sich im Stadtteil Pieschen-Süd und war die ehemalige alte Hauptstraße des Dorfes Stadt-Neudorf und beginnt am Neudorfer Werder an der Elbe und endete einst am Moritzburger Platz.

## Geschichte
Neudorf, auch Stadt Neudorf genannt, ist eine im 16. Jahrhundert entstandene vorstädtische Siedlung von Dresden, welche heute zur Leipziger Vorstadt gehört. Am 1. Januar 1866 erfolgte die Eingemeindung mit der Bezeichnung Vorstadt Neudorf und die Hauptstraße wurde in Moritzburger Straße umbenannt, nach dem Ort Moritzburg. Per Stadtratsbeschluss vom 29. Oktober 1874 wurde die Gemarkung in die Leipziger Vorstadt eingegliedert. Durch die zunehmende Bebauung mit großstädtischen Mietshäusern ging der dörfliche Charakter weitgehend verloren und Neudorf entwickelte sich zu einem dicht besiedelten Arbeiterwohnort. Die Gebäude Moritzburger Straße 76 bis 82 stammen noch aus der Dorfzeit, sind allerdings modernisiert worden.

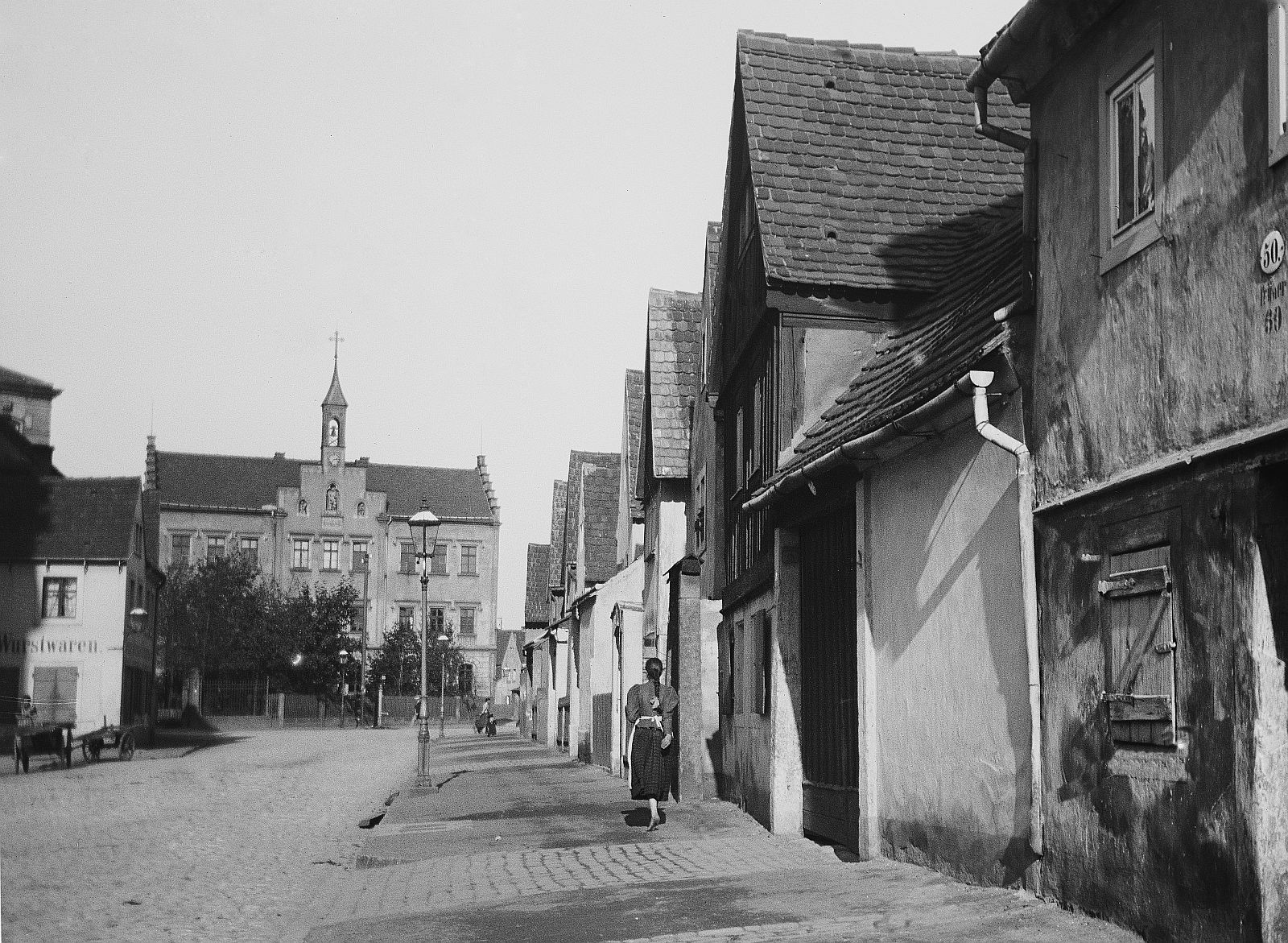
Moritzburger Straße um 1895
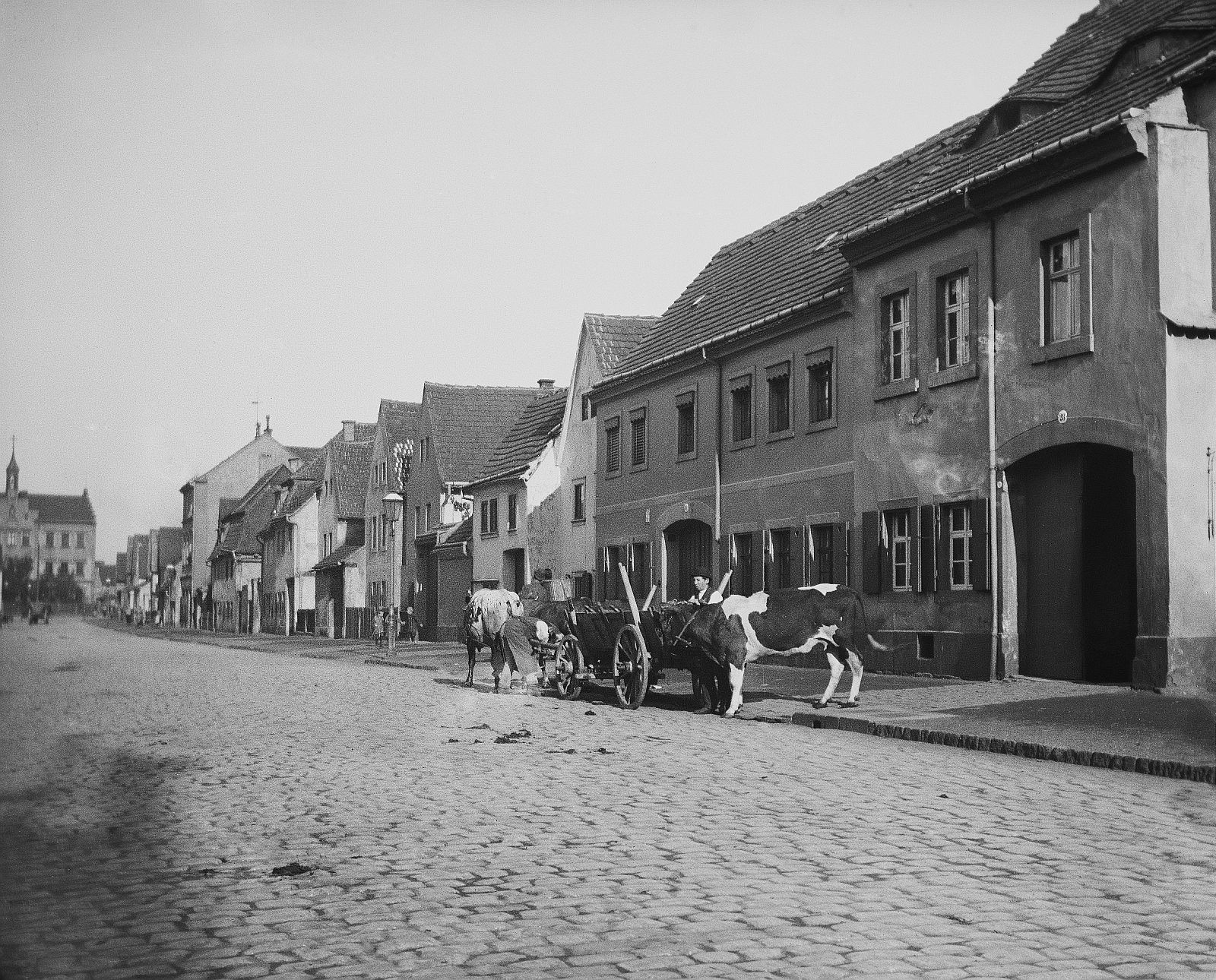
Moritzburger Straße um 1895
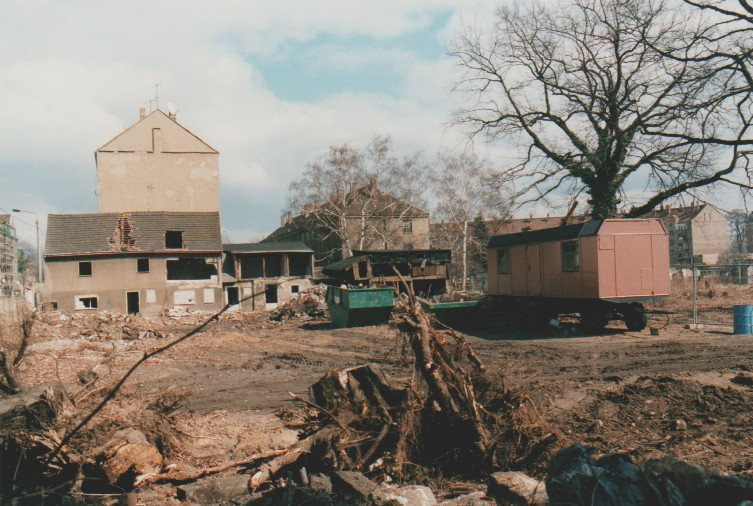
Abriss an der Moritzburger Straße 1996
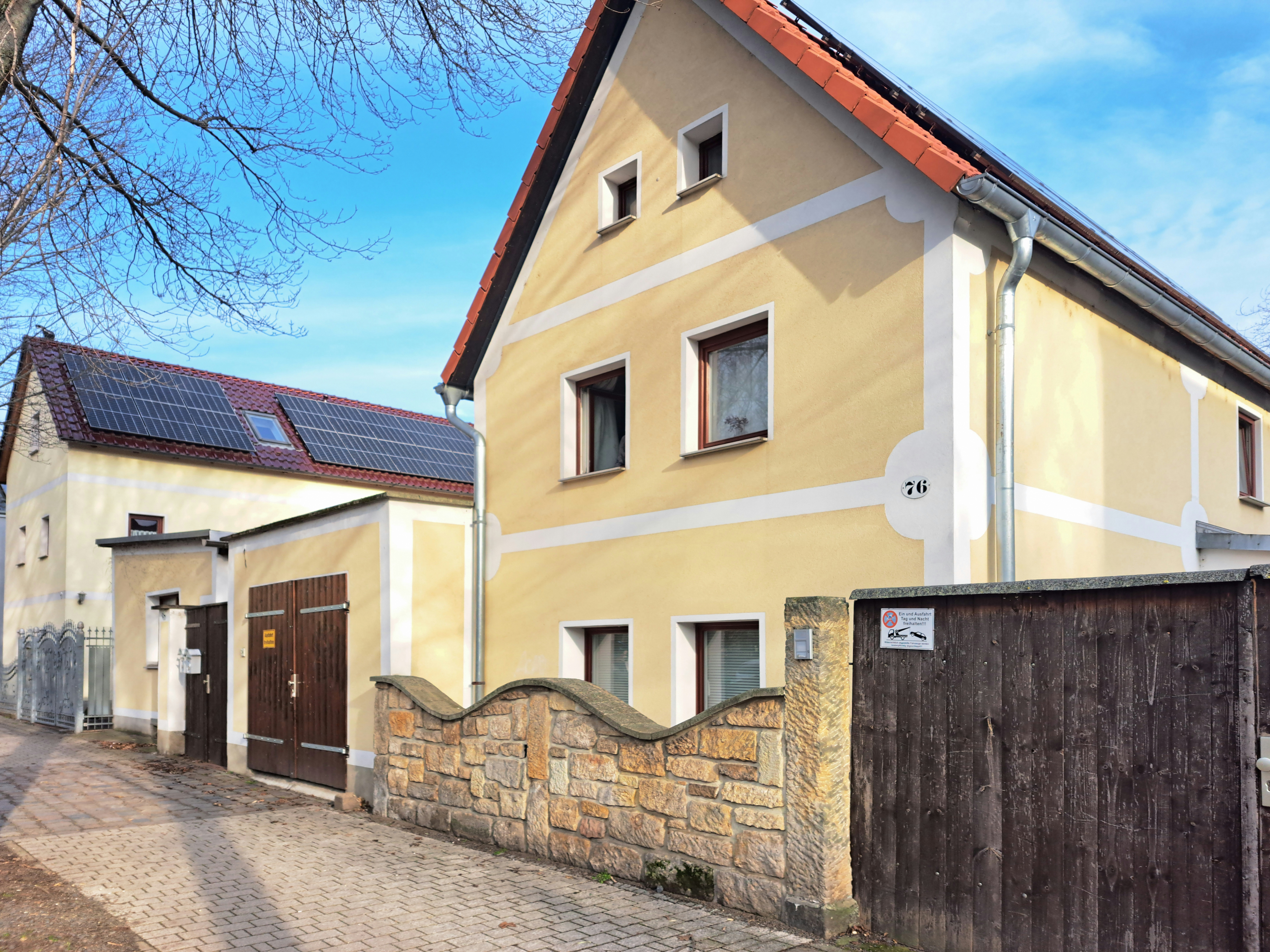
Moritzburger Straße 76, 2025
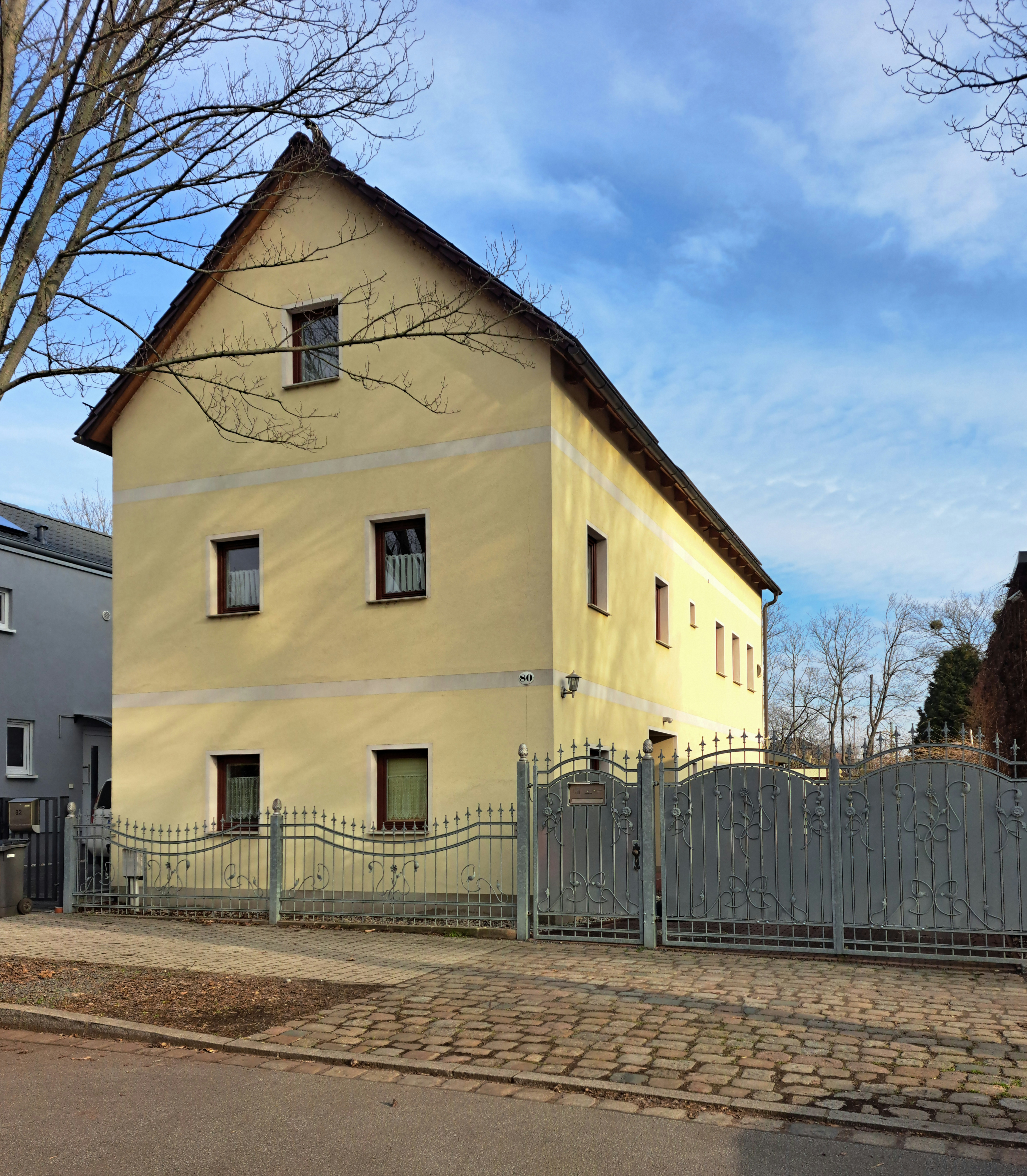
Moritzburger Straße 80, 2025
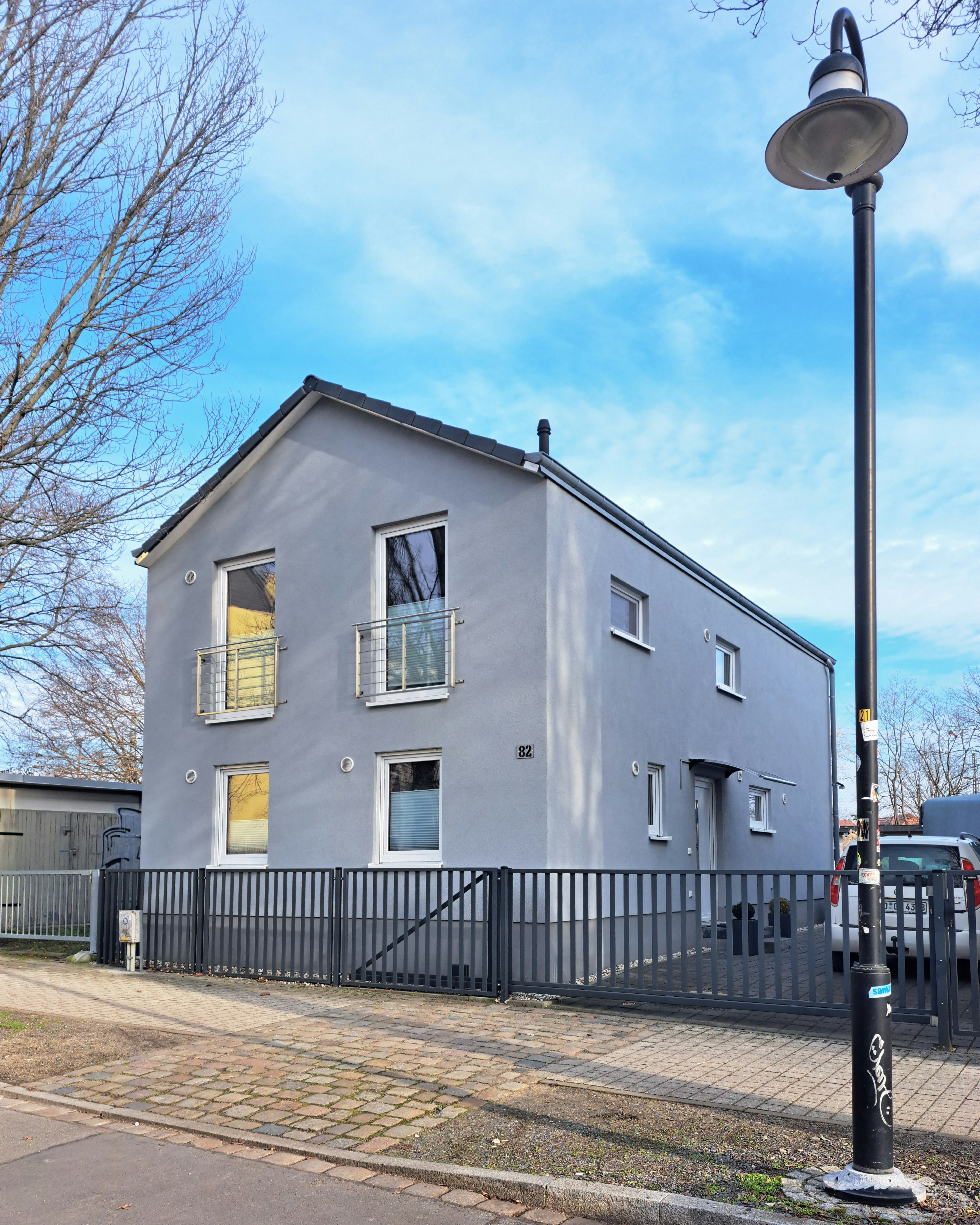
Moritzburger Straße 82, 2025

Eine Transportbahn existierte vom Neudorfer Werder bis zur Leipziger Straße. Die alte Hauptstraße verlief bis zur Großenhainer Straße und wurde durch eine Brücke über die Bahngleise der Leipzig-Dresdner Eisenbahngesellschaft geführt. Durch die Umbauarbeiten an der Eisenbahnstrecke in den Jahren 1890 bis 1896 entstand ein Bahndamm und die Brücke wurde durch die Eisenbahnüberquerung Harkortstraße ersetzt und neu gebaut, somit endet die Moritzburger Straße am Moritzburger Platz. Nach 2009 wurde die Einmündung in den Moritzburger Platz durch einen Fußgängerbereich unterbunden und damit endet die Moritzburger Straße vor dem Platz.
Durch die Bombenangriffe 1945 wurden 40 % der Bebauung total zerstört. Besonders das Gebäude Moritzburger Straße 77, wobei 11 Menschen ihr Leben verloren. Im Haus Nummer 53 waren es 9 Tote und im Haus 47 waren es 8 Tote. Weitere Gebäude mit weniger Opfer.

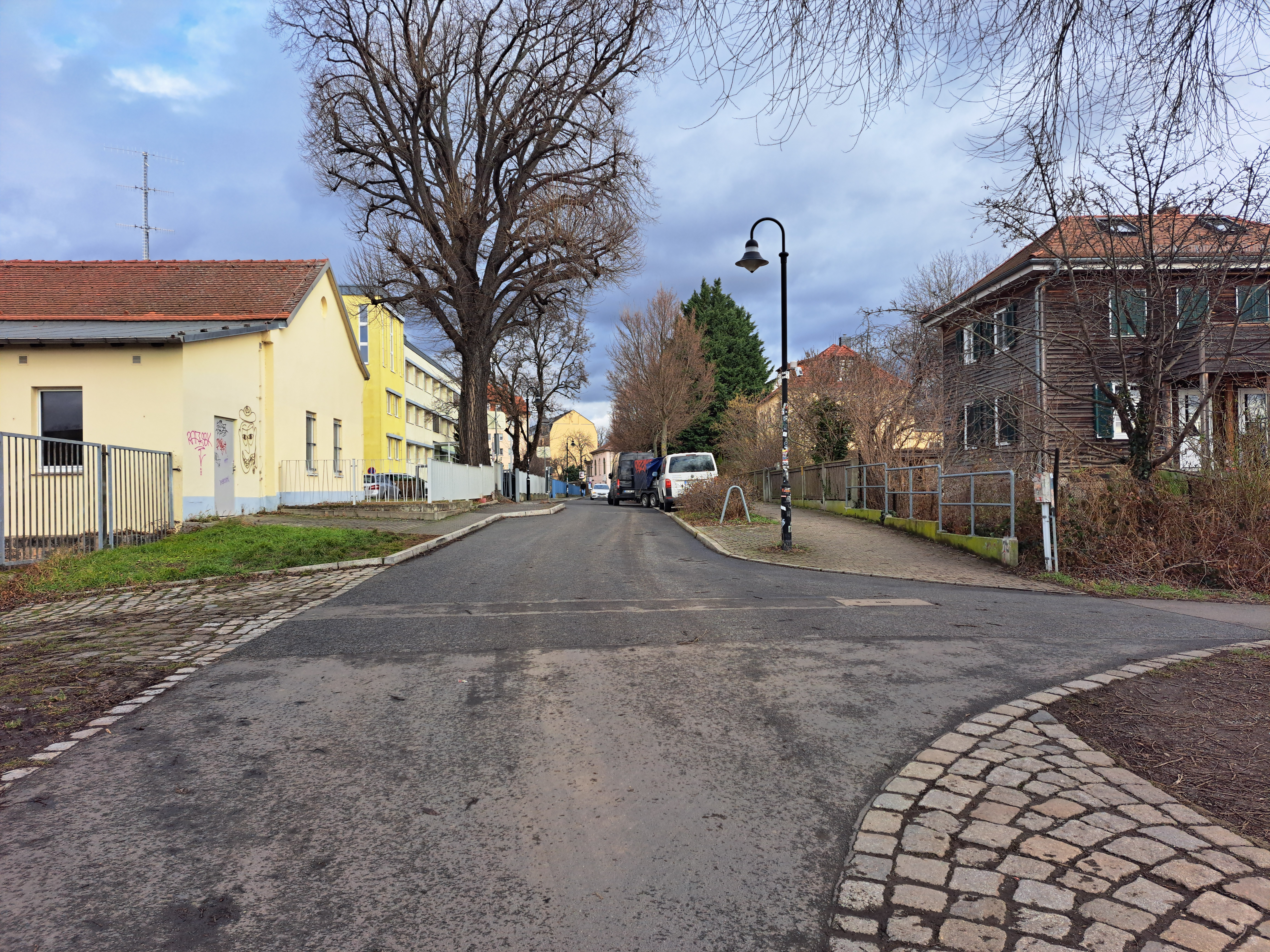
Anfang der Moritzburger Straße 2025
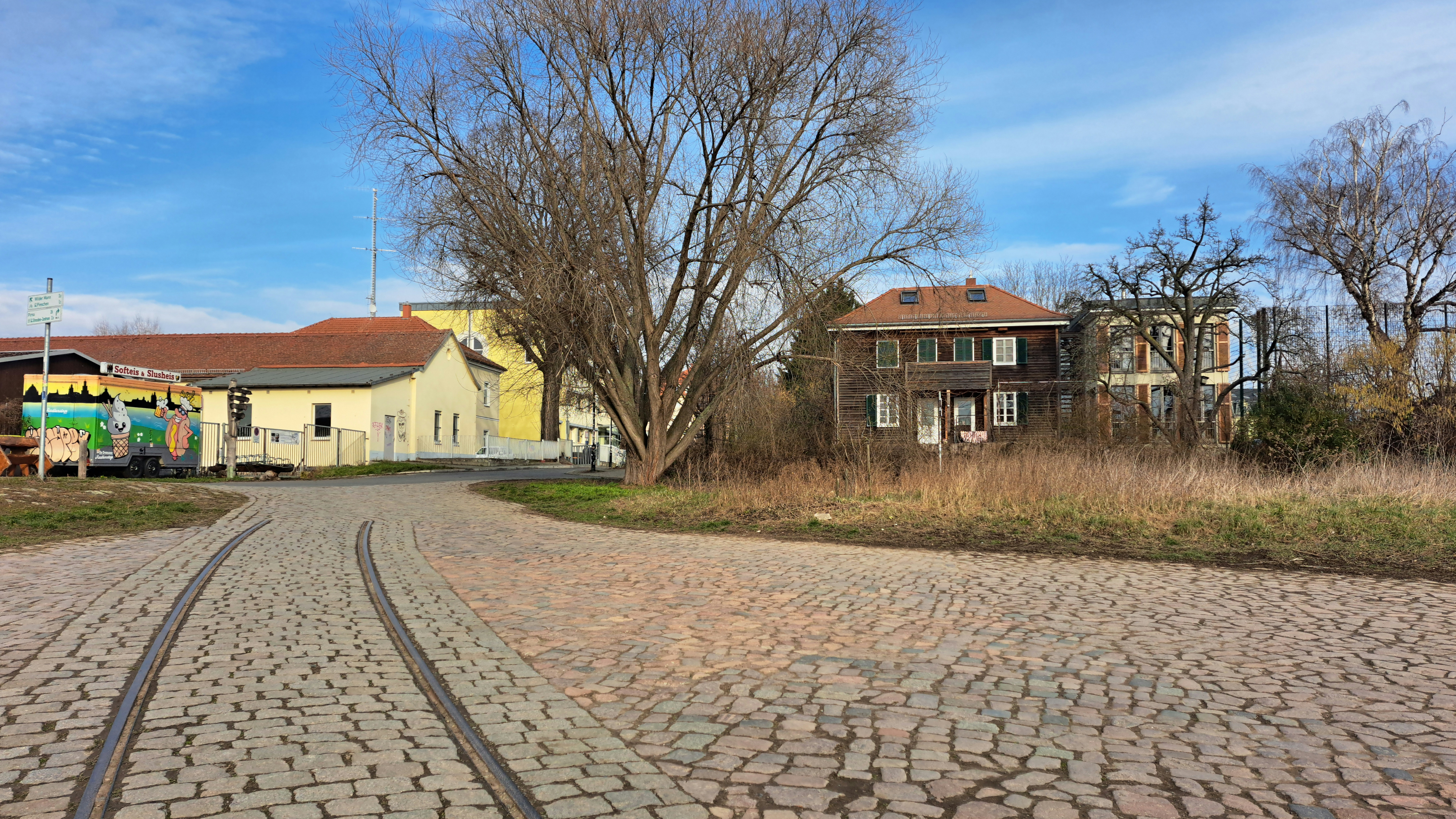
Reste vom Industriegleis, 2025
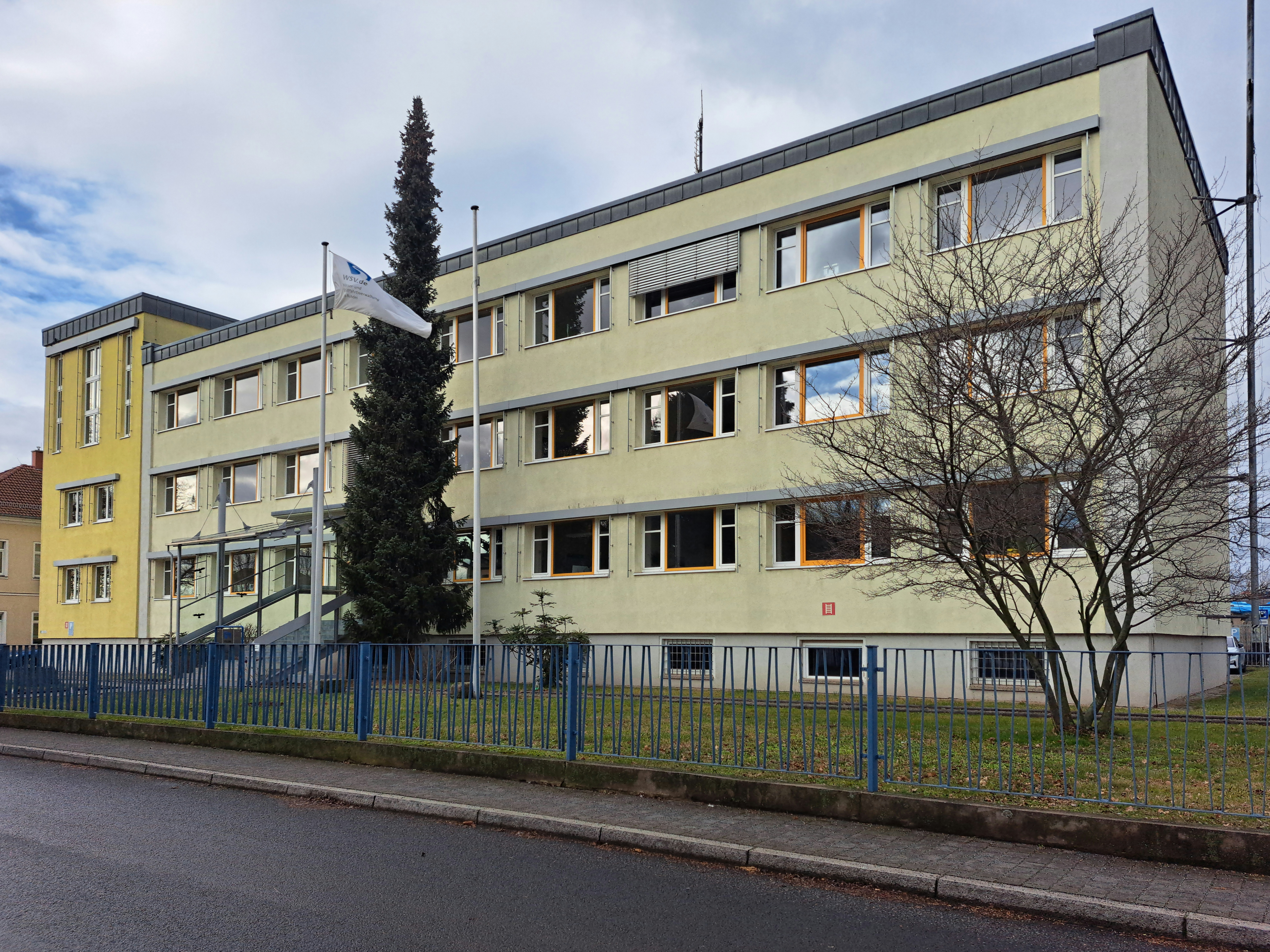
Wasser- und Schifffahrtsamt Dresden 2025
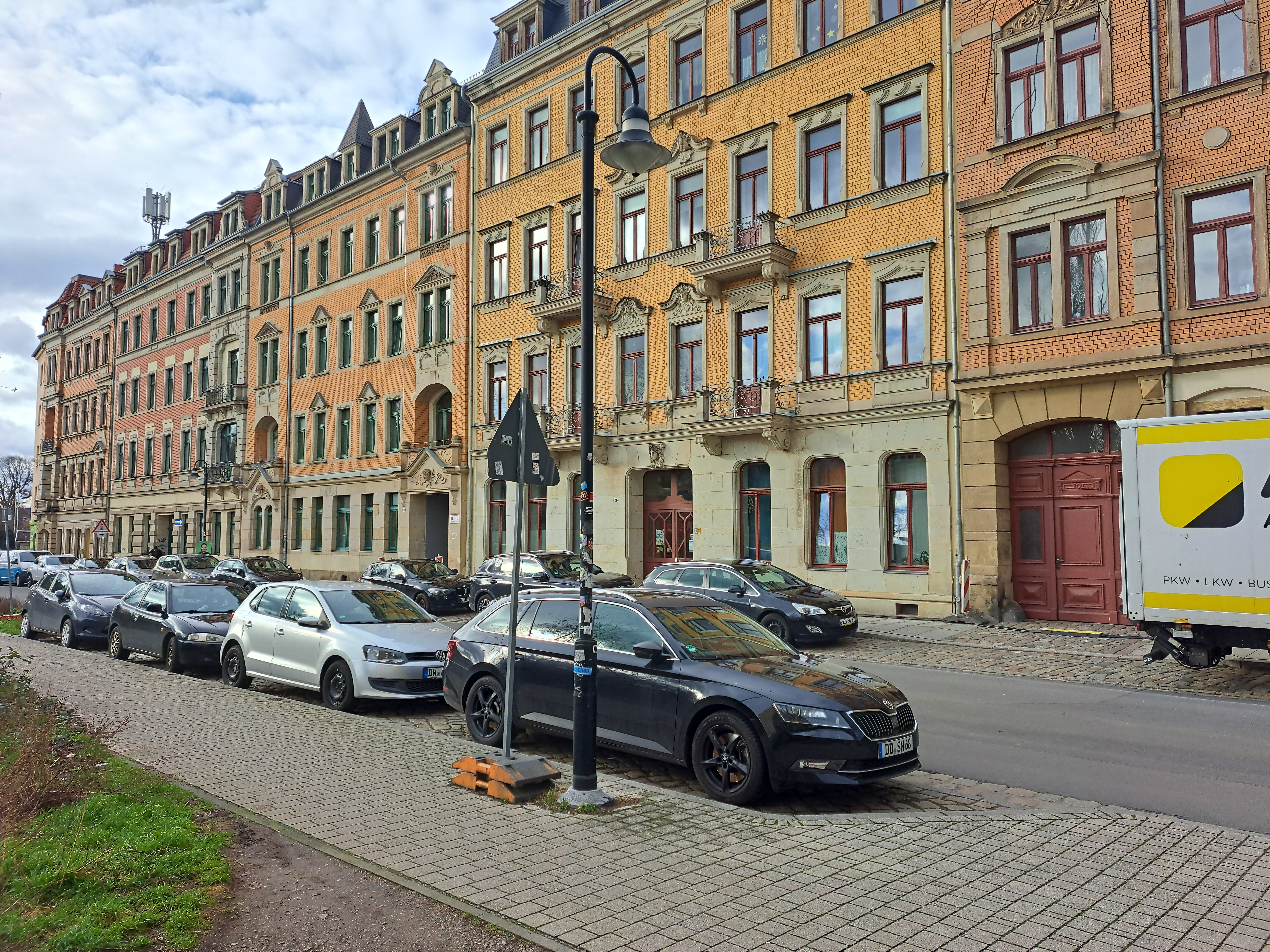
Moritzburger Straße 15 bis 21 2025
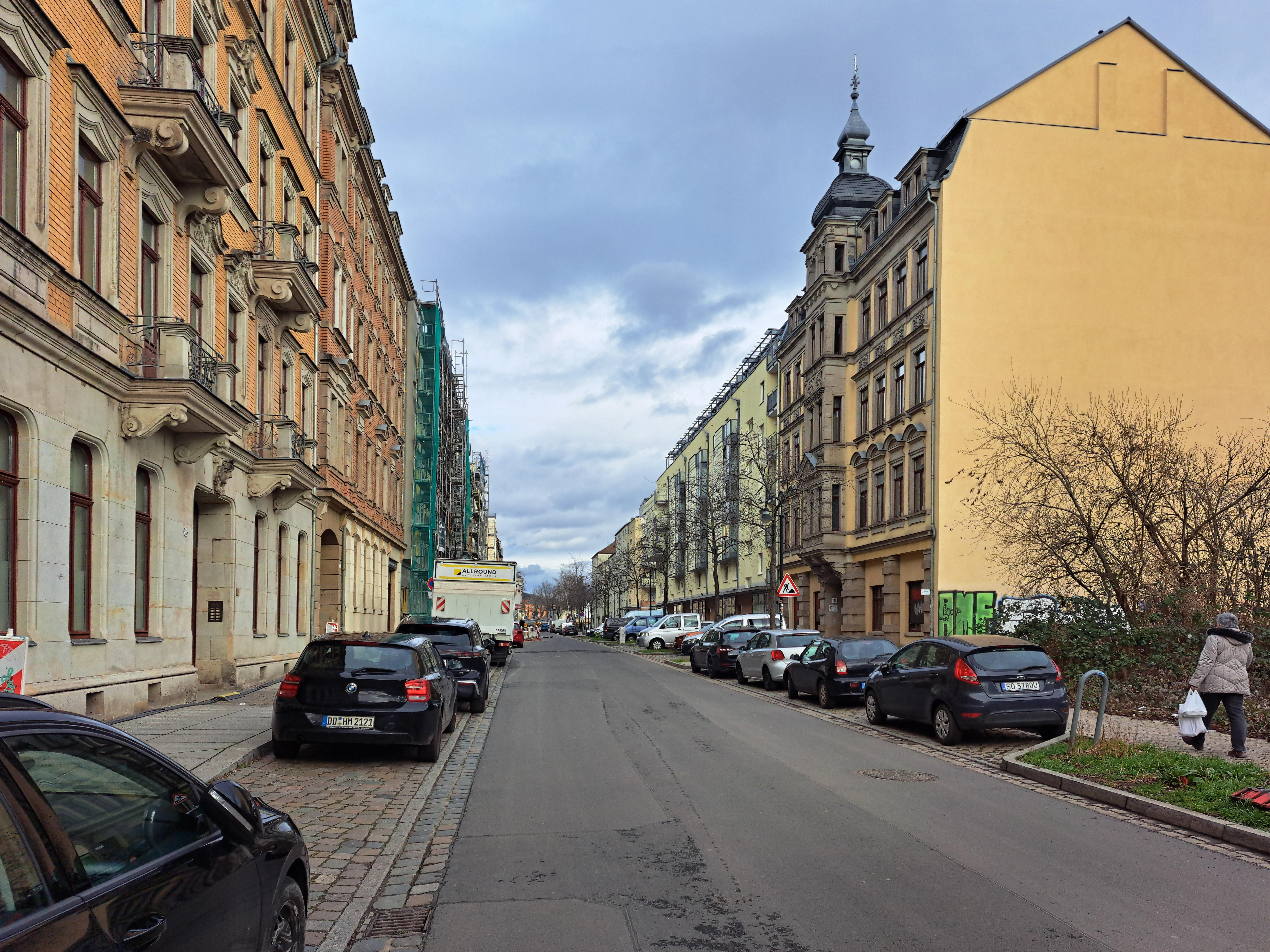
Moritzburger Straße, 2025
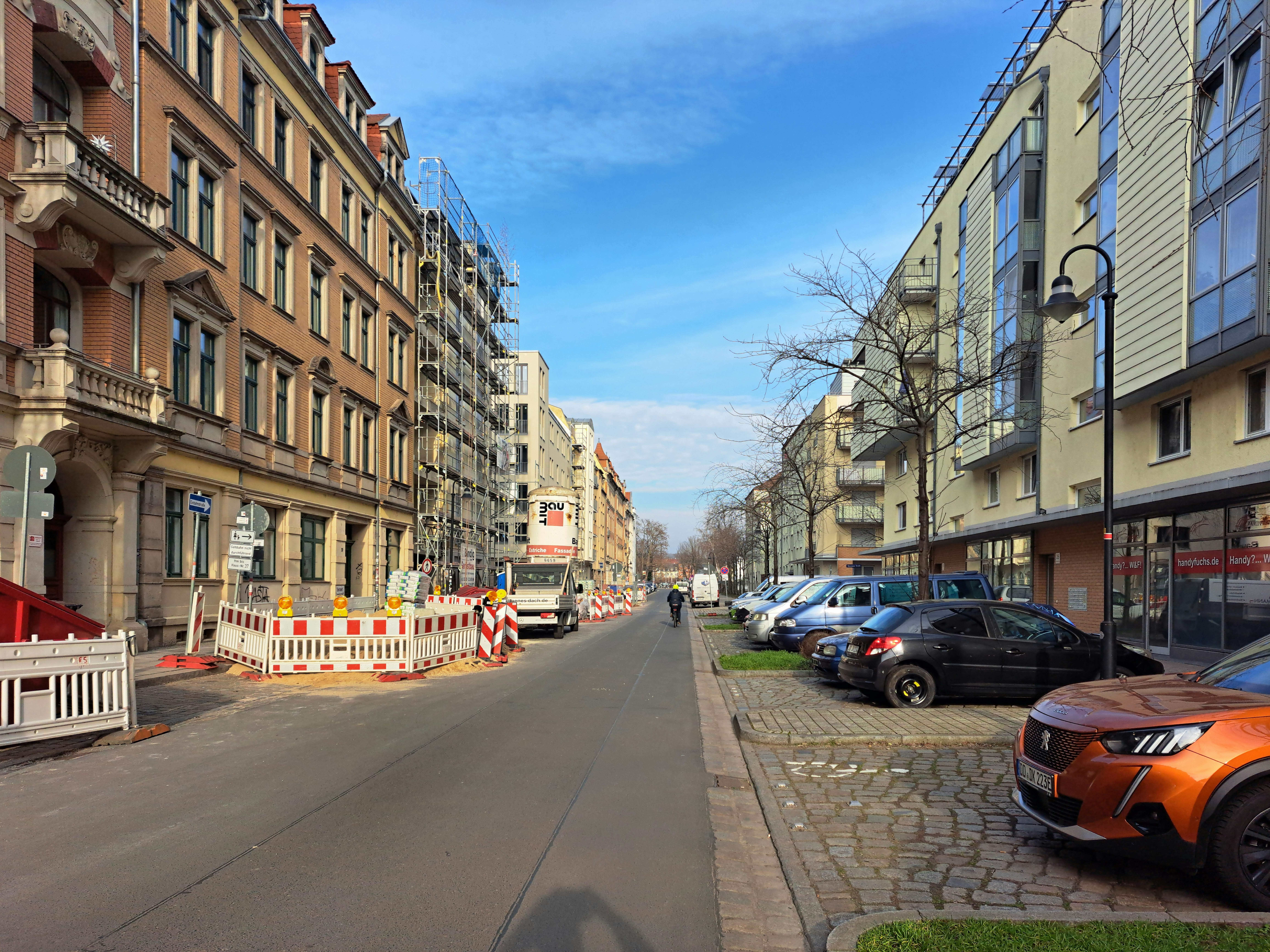
Moritzburger Straße, Blick zum Moritzburger Platz 2025
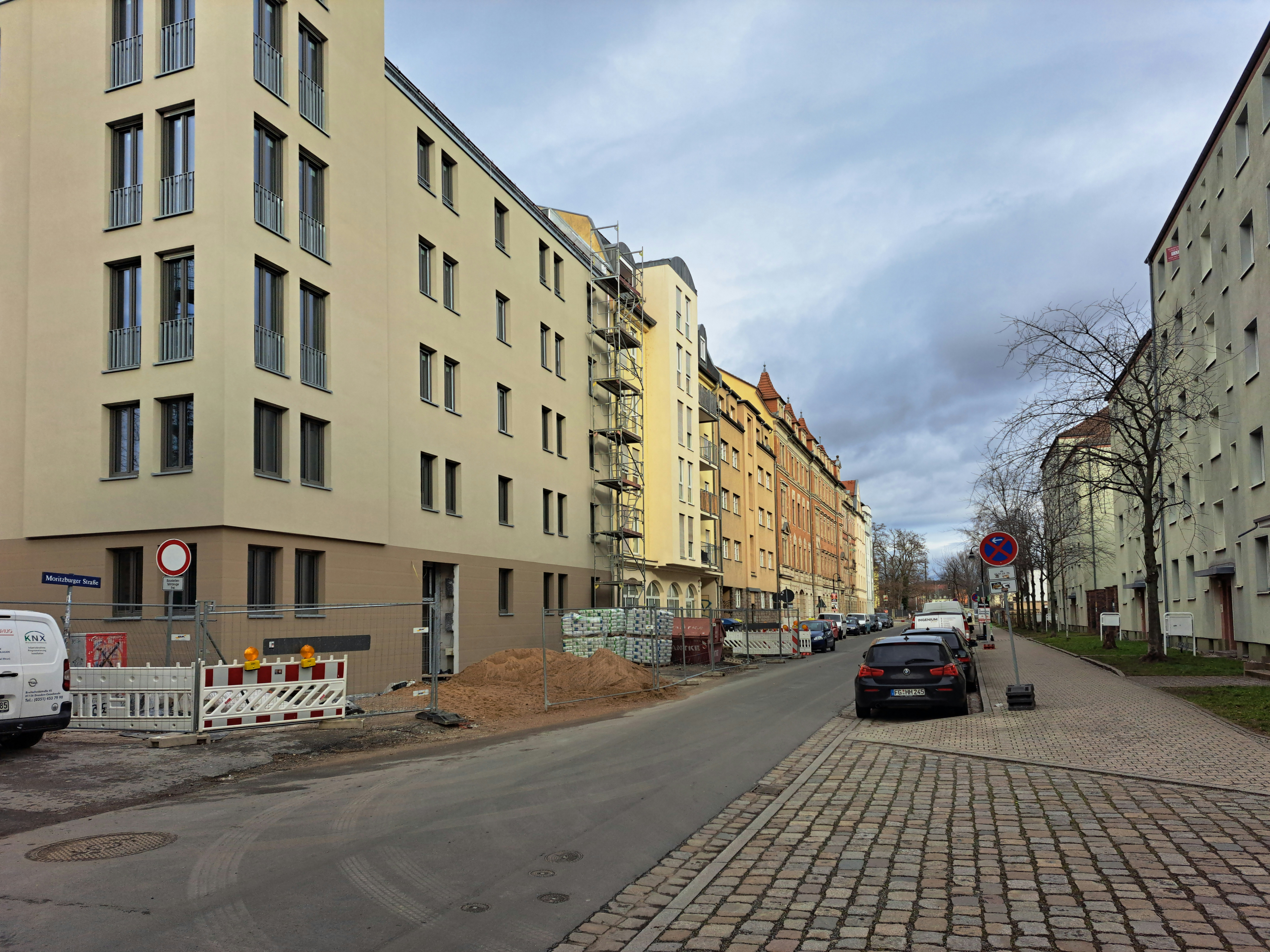
Moritzburger Straße, Blick zum Moritzburger Platz 2025
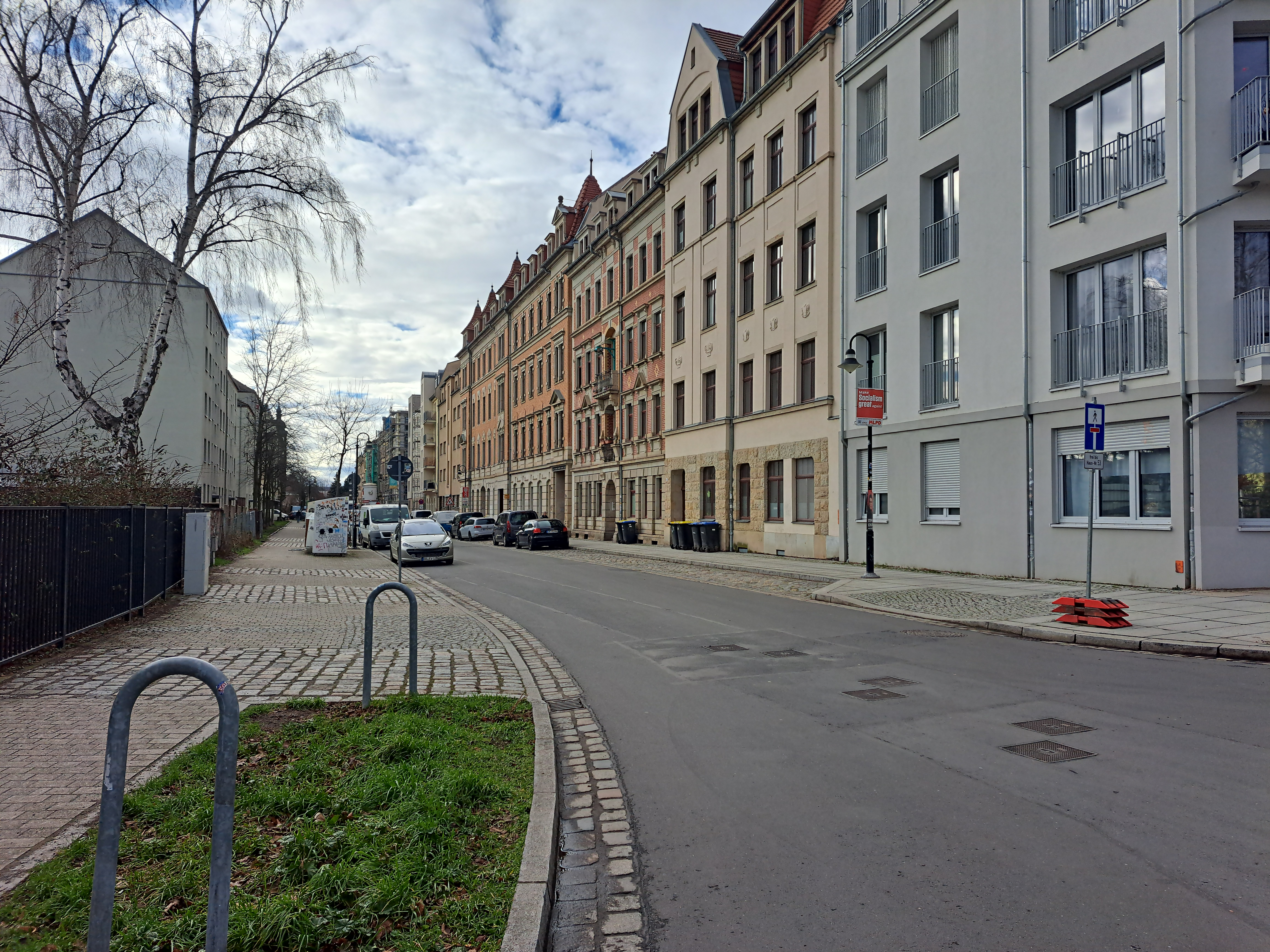
Moritzburger Straße, Blick vom Moritzburger Platz 2025

Das Haus Nummer 77 ist heute eine Brachfläche und wurde nicht wieder aufgebaut, wie auch die Gebäude Nummer 12 bis 18. Die anderen Kriegsschäden sind ab 1990 durch Neubauten ersetzt worden. Einige Gebäude sind Denkmale von Dresden Neustadt, wie das Mietshaus in geschlossener Bebauung Nummer 13, Teil eines spätgründerzeitlichen Straßenzuges mit zeittypischer Klinkerfassade, baugeschichtlich und stadtentwicklungsgeschichtlich bedeutend. Das Haus Nummer 15, Teil eines Straßenzuges der Jahrhundertwende mit zeittypischer Klinkerfassade, baugeschichtlich und stadtentwicklungsgeschichtlich bedeutend. Das Haus 19, im Flur ursprüngliche Ausstattung, Stuckdekor, Teil eines Straßenzuges der Jahrhundertwende mit zeittypischer Klinkerfassade und Dekor, baugeschichtlich und stadtentwicklungsgeschichtlich bedeutend. Mietshaus in halboffener Bebauung Nummer 20, aufwendige historisierende Fassadengestaltung, repräsentativer Putzbau, baugeschichtlich und stadtentwicklungsgeschichtlich bedeutend. Die Denkmalliste enthält noch weitere 11 Gebäude. Auf den Grundstücken Moritzburger Straße 1 bis 3 ist das Wasserstraßen- und Schifffahrtsamt Dresden untergebracht.

## Industrieanschlussgleis
Im Jahr 1949 von den Dresdner Verkehrsbetrieben geplante Gleisanlage am Schiffsverladeplatz, nun Elbladestelle des Wasserstraßen- und Schifffahrtsamtes wurde im Jahr 1950 Jahr als Elbkies-Ladegleis in Betrieb genommen. Die Besonderheit war die Anlieferung vom Bremssand für die Straßenbahnwagen der Dresdner Verkehrsbetriebe. Das Ausladen am Neudorfer Werder unter den externen schwierigen Bedingungen der Nachkriegszeit erforderte ein Industrieanschlussgleis der Dresdner Verkehrsbetriebe in der Moritzburger Straße von der Leipziger Straße zum Neudorfer Werder. Das Elbkies-Ladegleis verlief mit einem parallel zum Fluss verlegten Ladegleis mit einer Drehstuhlweiche mit Gelenkzungen zum Rangieren. Das Verladegleis wurden im Jahr 1950 um 425 Meter zur innerbetrieblichen Nutzung zum Neustädter Hafen verlängert.

## Baumbestand der Moritzburger Straße
Es erfolgten umfangreiche Baumbepflanzungen entlang der Fußwege. Durch die Umgestaltung der Straße wurden neue Baumpflanzungen getätigt. Die besonderen Wuchsformen, Ausprägungen und Verwachsungen unterschiedlichster Bäume und Gehölzen prägen die Moritzburger Straße.
Der Baumbestand besteht aus folgenden dendrologischen Gehölzen:
- Acer campestre 'Elsrijk' (Kegel-Feld-Ahorn)
- Prunus padus 'Schloß Tiefurth' (Traubenkirsche 'Schloß Tiefurth')
- Prunus padus (Traubenkirsche)
- Betula pendula (Sand-Birke)
- Tilia cordata (Winter-Linde)
- Ulmus x holländische 'Lobel' (Schmalkronige Stadt-Ulme)
- Robinia pseudoacacia (Gemeine Robinie)
- Acer platanoides 'Reitenbachii' (Rotblättriger Spitz-Ahorn)
- Acer buergerianum (Dreizahn-Ahorn)[4]